# Valeria Visconti
Valeria Visconti (Urbino, 4 maggio 1970) è una cantante italiana.

## Biografia
Appassionata di musica fin da bambina, si iscrive al conservatorio Gioachino Rossini di Pesaro, per studiare il flauto e per suonare con l'orchestra del conservatorio.
Dal 1986 al 1990, partecipa a quattro edizioni del Festival di Castrocaro guadagnando ottimi consensi da pubblico e critica e piazzandosi sempre tra i primi posti della classifica finale.
Nel 1993 un brano scritto da lei, Ma io me ne andrò, viene inserito nel disco Mietta e i Ragazzi di Via Meda. Nell'autunno dello stesso anno, si presenta alle selezioni di Sanremo Giovani con il successo di Claudio Baglioni Avrai, brano che le dà l'accesso al Teatro Ariston.
Nel 1994 partecipa al Festival di Sanremo con Così vivrai scritta da Ermanno Croce, canzone che si aggiudica la 5ª posizione. Esce l'omonimo album d'esordio e in estate Claudio Baglioni la ospiterà a Ravenna in una tappa del suo tour.
Nel 1995 torna a Sanremo con È con te scritta da Carlo Marrale (ex musicista dei Matia Bazar), ma non riesce a raggiungere la finale.
Dopo aver partecipato in veste di cantante e flautista all'opera teatrale Lingua, dialetti dell'anima, Valeria è diventata la voce del gruppo Rhythm and blues Giaro\'s five.
Nel 2019 prende parte all'album La scienza di stare in fila del cantautore Max Arduini, dove suona il flauto e duetta con l'autore nella canzone "È Ravenna".
Nomination al Latin Grammy Awards nel 2020 con il CD "Contemporary Tango Trilogy" dell'orchestra "Hijos ilegitimo de Astor" diretto e composto da Alejandro Fasanini, come uno tra i migliori dischi di tango al mondo.
Nel 2021 partecipa all'album Il giardino di Sergio (omaggio a Sergio Endrigo) dove interpreta Era d'estate.Nel 2022 prende parte alla compilation "un uomo che ti ama" dove propone "L'appuntamento"

## Discografia
- 1994 - Valeria Visconti (Fonit Cetra)
- 1995 - Dimmi di si (Fonit Cetra)

Compilation
- 2021 AA.VV - Il giardino di Sergio (Era d'estate) - lavocedelledonne
- 2022 AA.VV. - Un uomo che ti ama(L'appuntamento) lavocedelledonne